# ТЕС Лайя
25°21′18″ пн. ш. 55°22′12″ зх. д. / 25.35500° пн. ш. 55.37000° зх. д.
ТЕС Лайя (Layyah) — теплова електростанція на північному сході Об'єднаних Арабських Еміратів, у еміраті Шарджа.
Генерація електроенергії на майданчику ТЕС Лайя почалась у 1977 році. Перша черга станції мала чотири парові турбіни Siemens потужністю по 33 МВт. У 1978-му та 1982-му видали замовленні італійській компанії Ansaldo на будівництво другої та третьої черг, кожна з яких мала по дві парові турбіни потужністю по 75 МВт.
З початку 1980-х на майданчику також стали використовувати газові турбіни, встановлені на роботу у відкритому циклі. В 1982-му сюди відвантажили дві турбіни розробки General Electric типу Frame 6B потужністю по 30 МВт, ще дві надійшли в 1991-му, а останню турбіну цього типу постачили в 1992-му.
У 1994-му стала до ладу перша турбіна General Electric типу Frame 9Е потужністю 96 МВт, а в 2001-му ввели в експлуатацію другу з показником у 100 МВт.
Нарешті ТЕС Лайя отримала дві газові турбіни Pratt and Whitny FT4, що довело потужність її газотурбінної частини до 464 МВт.
Наприкінці 2010-х уклали контракт на доповнення майданчику потужним енергоблоком комбінованого парогазового циклу загальним показником 1026 МВт. Він матиме дві газові турбіни Mitsubishi M701F, котрі через відповідну кількість котлів-утилізаторів живитимуть одну парову турбіну. Введення в експлуатацію цього блоку заплановане на 2021 рік.
Первісно ТЕС споживала нафтопродукти, проте у середині 1990-х після спорудження трубопроводу від родовища Саджаа також отримала можливість використовувати природний газ.

## Опріснення води
Як і багато інших електростанцій ОАЕ, майданчик Лайя працює як інтегрований проект, де залишкове тепло спрямовується на виробництво прісної води. Перші чотири лінії пропускною здатністю біля 25 млн літрів на добу кожна були інтегровані з чотирма паровими турбінами компанії Ansaldo.
В подальшому на станції встановили 7 котлів-утилізаторів, котрі живляться від газових турбін та також продукують тепло для опріснювальних установок. Вперше таку схему використали у 1994-му, коли ввели в дію п'яту лінію опріснення приблизно такою ж продуктивністю як s попередні. В 2001-му запустили ще по дві технологічні лінії звичної для майданчику продуктивності, а в 2006-му стали до ладу два більш потужні об'єкта, здатні видавати по 36 млн літрів прісної води на добу. При цьому споруджені в 2000-х чотири лінії замість технології багатостадійного випаровування (Multi-Stage Flash) використовували метод Multiple Effect Distillation.
Нарешті, в 2008-му стала до ладу десята технологічна лінія опріснення продуктивністю 27 млн літрів на добу, яка використовує найбільш сучасну технологію зворотнього осмосу (котра вже не потребує випаровування води). У підсумку загальна потужність майданчику досягла 268 млн літрів на добу